# ЗІЛ-118

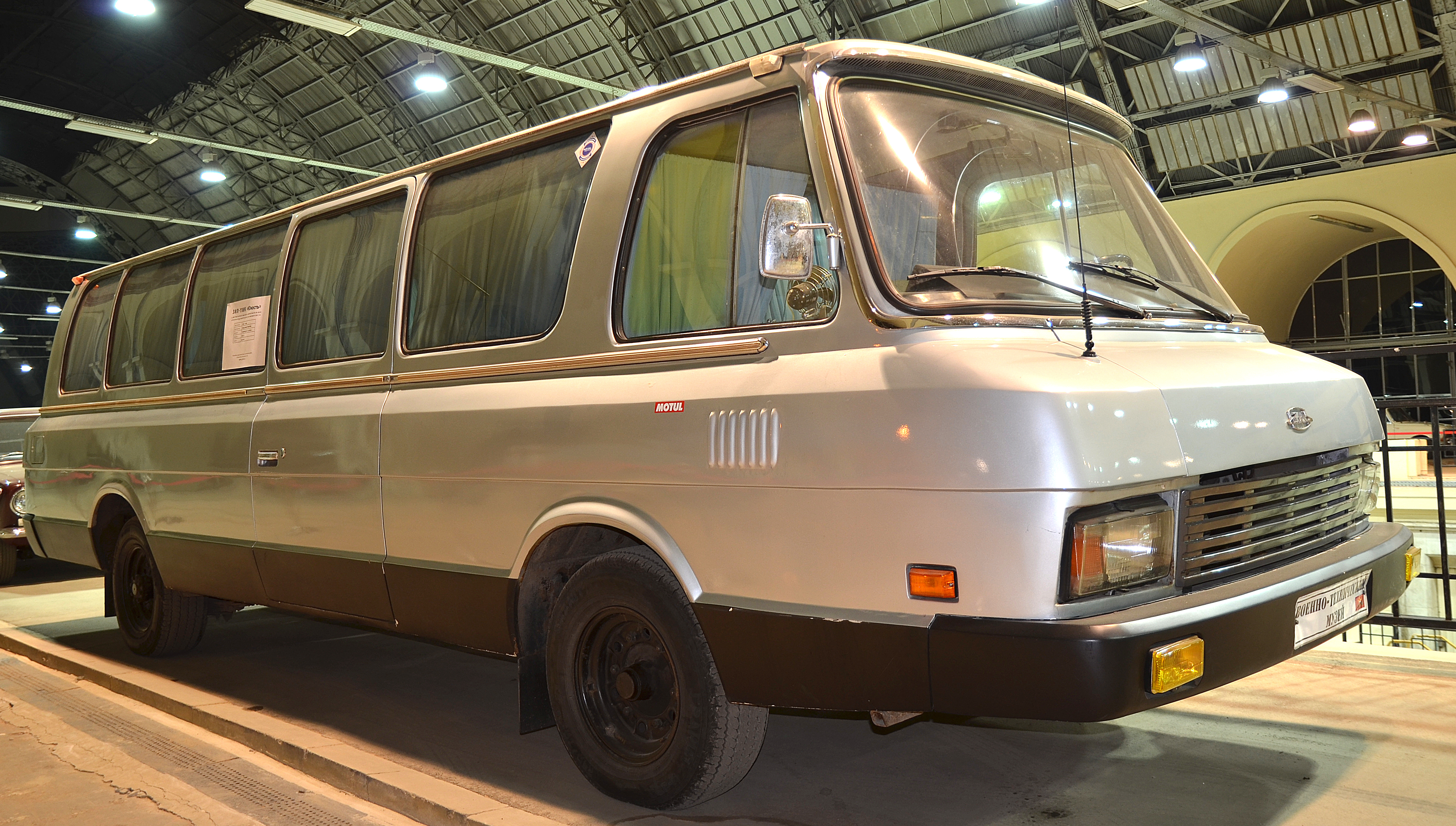
ЗІЛ-118

ЗІЛ-118 «Юність» — радянський комфортабельний автобус малого класу, що виготовлявся дрібносерійними партіями з 1963 по 1994 роки на заводі ЗІЛ.

## Історія
Історія створення ЗІЛ-118 почалася з того, що автомобіль представницького класу ЗІЛ-111 призначався тільки для чиновників не нижче рангу Політбюро. Обмежена потреба в подібних автомобілях, які не передбачали, на відміну від ЗІС-110, «цивільного» використання, викликала недовантаження цехів штучної збірки ЗІЛ. Це могло призвести до відпливу кваліфікованих кадрів, крайньої економічної неефективності та дезорганізації виробництва. Знаючи про цю проблему і припускаючи розширити виробництво прогресивних агрегатів лімузина до масового, в кінці 1959 року ініціативна група зіловців на чолі з Миколою Грінчар задумала спорудити багатомісний і багатофункціональний автомобіль, використовуючи начинку ЗІЛ-111. Ця група у вільний від роботи час проектувала новий автомобіль, який отримав індекс 118. Були використані трансмісія і підвіска лімузина (зі збереженням бази і колії), двигун від вантажівки ЗІЛ-130 (той же блок V8 з головками під ступінь стиснення 6,5 проти 9, орієнтований на доступний в країні низькооктановий бензин, 150 к.с. проти 200), спроектований абсолютно новий «напівнесучий» кузов з інтегрованими елементами рами і відокремленим підрамником двигуна і передньої підвіски. Перший варіант «Юності» вийшов на випробування в 1962 році і ніс на собі відгомони американського «плавникового» стилю. Екстер'єром займалися молоді дизайнери (тоді ще - «художники-конструктори») Ерік Сабо і Олександр Ольшанецький, інтер'єром - дама, Тетяна Кисельова. Вона ж придумала і назву, що вдало підкреслює весь дух проекту. Осклення - «кругова панорама», по бортах заходить на дах, величезний, майже двометровий люк, тепло- і шумоізоляція заливкою пінополіуретану робили «Юність» по-легковому комфортною (особливо на тлі спартанської конструкції масових радянських автобусів), як наслідок - привабливою для туристичних перевезень, гастрольних поїздок, роботи кінознімальних груп, обслуговування урочистостей та професійних симпозіумів, інших подібних цілей. При досить тривіальній технічній стороні саме повітряний, гармонійний дизайн кузова, укупі з унікальною на той момент концепцією великого «представницького» мікроавтобуса, виділяв «Юність» серед аналогічних автомобілів тих років. У ньому не було ні натяку на минуле заводу, що роками випускав тільки нехитрі вантажні «Захарії» і фешенебельні багатотонні «легковики» для партійних босів - «Юність» несла новий стиль життя, мирний і легкий стиль «відлиги».
Демонстрація автомобіля уряду привела генсека Микиту Хрущова в захват. Дрібносерійна машина виставлялася в експозиції радянського «Інтуриста» в 1967 році на Міжнародному автобусному тижні в Ніцці, де звернула на себе загальну увагу і виявила непоганий експортний потенціал. Автомобіль отримав відразу 12 нагород, а Генрі Форд II намагався навіть купити ліцензію на виробництво «Юності» в США, або хоча б налагодити спільне виробництво, в чому йому було відмовлено. Незважаючи на успіх, мікроавтобусу так і не вдалося потрапити в багатосерійне виробництво (двома роками пізніше в Ніцці виявиться подібний за концепцією дослідний малий автобус «ПАЗ-Турист», зробить такий же фурор, але в серію не піде зовсім). Будівництво нового конвеєра вимагало включення в державний план «семирічки», вирішення питання неоднократно відкладалося - завод ставив на головний конвеєр принципово нові моделі цивільних і військових вантажівок, паралельно організовувалося виробництво нових повнорозмірних автобусів в Лікіно, знову-таки з новим зіловским мотором, і випуск «іграшкової» машини продовжував бути штучним. На специфічному ринку СРСР вона виявилася не настільки затребувана в порівнянні з основною продукцією ЗІЛа, щоб перетягнути на себе увагу єдиного замовника за все і вся - держави.
У 1971 році модель піддалася «фейслифтингу» в дусі розроблених тоді ж ЗІЛ-114, -117 і «Чайки» другого покоління. Незграбні форми осучаснили машину, але позбавили дизайн характерної легкості. Цей варіант отримав індекс ЗІЛ-118К і в різних видах випускався до 1994 року. Приведений у відповідність з останніми сучасними йому ГОСТ по висоті салону (Надставний високий дах), іменувався ЗІЛ-32071.
Сумарний випуск малих автобусів представницького класу ЗІЛ-118 «Юність» в 1961-1970 рр. склав 20 од., серій ЗІЛ-118К/119/118-70/3207 «Юність» в 1970-1994 рр. - 86 од. Комфортабельні автобуси сімейства «Юність», створені на базі агрегатів лімузинів ЗІЛ, застосовувалися для обслуговування урядових делегацій, на їх базі також було виготовлено декілька реанімобілів, які працювали в складі 4-го управління МОЗ (обслуговування ЦК і Ради міністрів). Були варіанти «швидкої допомоги» з високим дахом (жорсткої або підйомної на гофре) і підйомним столом, що дозволяли хірургам оперувати стоячи. Кілька мікроавтобусів замовив КДБ для обладнання «автомобілів стеження», начинених прослуховуючої апаратурою.
Дизайн першої версії ЗІЛ-118 частково перегукується c випускався з 1961 до 1965 року Chevrolet Corvair Greenbrier Sportswagon. Однак останній скомпонований на агрегатах задньомоторного масового автомобіля середнього класу, мав суто утилітарне призначення, в тому числі версії типу фургона з глухими стінами і пікапа, - скоріше, це машина класу Volkswagen Transporter або РАФ-2203. ЗІЛ ж базується на шасі урядового лімузина, двигун його достатній для повнорозмірного автобуса, виробництво від початку до кінця було штучним, а утилітарних версій цієї машини ніколи не існувало. Лише в 2000-і роки стали входити в моду великі «трансферні» мікроавтобуси з максимальним рівнем комфорту (на зразок «прокачаних» версій Mercedes-Benz Sprinter), що втілюють на сучасному рівні ідею, подібну до задуму зіловскіх конструкторів.

## В ігровій та сувенірній індустрії
Масштабну модель мікроавтобуса ЗІЛ-118 в 2010 році випустила фірма «Де Агостіні» в рамках проекту «Автолегенди СРСР». У тій же серії 13 вересня 2011 року побачила світ колекційна модель мікроавтобуса «ЗІЛ-118К», а в серії «Автомобіль на службі» тієї ж фірми «ДеАгостіні» 11 лютого 2012 року побачила модель автомобіля «ЗІЛ-118КЛ» («Криміналістична лаборатоія»).
У 2011 році масштабну модель автомобіля ЗІЛ-118КА «Швидка допомога» обмеженим тиражем випустила фірма «DIP models».